# Bathybuccinum
Bathybuccinum là một chi ốc biển, là động vật thân mềm chân bụng sống ở biển trong họ Buccinidae.

## Các loài
Các loài trong chi Bathybuccinum gồm có:
- Bathybuccinum clarki Kantor & Harasewych, 1998[2]
- Bathybuccinum higuchii Fraussen & Chino, 2009[3]
- Bathybuccinum yadai Fraussen & Chino, 2009[4]